# Lijst van Filipijnse departementen
Dit is een Lijst van Filipijnse departementen. De 19 departementen vormen een groot deel van de uitvoerende macht van de Filipijnen en worden alle geleid door een minister. Deze ministers worden benoemd door de president van de Filipijnen en vormen samen met de president en enkele andere topfunctionarissen het Filipijnse kabinet.

## lijst van bestaande Filipijnse departementen
| Departement                                          | Lokale namen                                                                                     | Afkorting   | Ontstaan          | Website            |
| ---------------------------------------------------- | ------------------------------------------------------------------------------------------------ | ----------- | ----------------- | ------------------ |
| Departement van Landbouwhervormingen                 | Department of Agrarian Reform Kagawaran ng Repormang Pansakahan                                  | DAR (KRP)   | 1 september 1971  | www.dar.gov.ph     |
| Departement van Landbouw                             | Department of Agriculture Kagawaran ng Pagsasaka                                                 | DA (KPS)    | 23 juni 1898      | www.da.gov.ph      |
| Departement van Budget en Management                 | Department of Budget and Management Kagawaran ng Pagbabadyet at Pamamahala                       | DBM (KPP)   | 25 april 1936     | www.dbm.gov.ph     |
| Departement van Onderwijs                            | Department of Education Kagawaran ng Edukasyon                                                   | DepEd (KEd) | 21 januari 1901   | www.deped.gov.ph   |
| Departement van Energie                              | Department of Energy Kagawaran ng Enerhiya                                                       | DOE (KEn)   | 9 december 1992   | www.doe.gov.ph     |
| Departement van Milieu en Natuurlijke Hulpbronnen    | Department of Environment and Natural Resources Kagawaran ng Kapaligiran at Likas na Kayamanan   | DENR (KKLK) | 1 januari 1917    | www.denr.gov.ph    |
| Departement van Financiën                            | Department of Finance Kagawaran ng Pananalapi                                                    | DOF (KNPN)  | 17 maart 1897     | www.dof.gov.ph     |
| Departement van Buitenlandse Zaken                   | Department of Foreign Affairs Kagawaran ng Ugnayang Panlabas                                     | DFA (KUP)   | 23 juni 1898      | www.dfa.gov.ph     |
| Departement van Gezondheid                           | Department of Health Kagawaran ng Kalusugan                                                      | DOH (KNKL)  | 29 september 1898 | www.doh.gov.ph     |
| Departement van Binnenlandse Zaken en Lokaal Bestuur | Department of the Interior and Local Government Kagawaran ng Interyor at Pamahalaang Lokal       | DILG (KIPL) | 22 maart 1897     | www.dilg.gov.ph    |
| Departement van Justitie                             | Department of Justice Kagawaran ng Katarungan                                                    | DOJ (KNKT)  | 26 september 1898 | www.doj.gov.ph     |
| Departement van Arbeid en Werk                       | Department of Labor and Employment Kagawaran ng Paggawa at Empleyo                               | DOLE (KNPE) | 8 december 1933   | www.dole.gov.ph    |
| Departement van Nationale Defensie                   | Department of National Defense Kagawaran ng Tanggulang Pambansa                                  | DND (KTP)   | 21 december 1935  | www.dnd.gov.ph     |
| Departement van Publieke Werken en Snelwegen         | Department of Public Works and Highways Kagawaran ng Pagawaing Bayan at Lansangan                | DPWH (KPBL) | 30 januari 1987   | www.dpwh.gov.ph    |
| Departement van Wetenschap en Technologie            | Department of Science and Technology Kagawaran ng Agham at Teknolohiya                           | DOST (KNAT) | 30 januari 1987   | www.dost.gov.ph    |
| Departement van Sociale Zekerheid en Ontwikkeling    | Department of Social Welfare and Development Kagawaran ng Kagalingang Panlipunan at Pagpapaunlad | DSWD (KKPP) | 1 november 1939   | www.dswd.gov.ph    |
| Departement van Toerisme                             | Department of Tourism Kagawaran ng Turismo                                                       | DOT (KNT)   | 11 mei 1973       | www.tourism.gov.ph |
| Departement van Handel en Industrie                  | Department of Trade and Industry Kagawaran ng Kalakalan at Industriya                            | DTI (KKI)   | 23 june 1898      | www.dti.gov.ph     |
| Departement van Transport en Communicatie            | Department of Transportation and Communications Kagawaran ng Transportasyon at Komunikasyon      | DOTC (KNTK) | 23 januari 1979   | www.dotc.gov.ph    |